# Somatochlora calverti
Somatochlora calverti är en trollsländeart som beskrevs av Williamson och Howard Kay Gloyd 1933. Somatochlora calverti ingår i släktet glanstrollsländor, och familjen skimmertrollsländor. IUCN kategoriserar arten globalt som nära hotad. Inga underarter finns listade i Catalogue of Life.